# Tauró de musell negre
El tauró de musell negre (Carcharhinus acronotus) és una espècie de peix cartilaginós carcariniforme de la família dels carcarínids que viu a l'oest de l'oceà Atlàntic, entre els Estats Units i l'Uruguai. Pot assolir els 2 m de longitud.